# Championnat des Émirats arabes unis de football 1992-1993
Navigation
Saison suivante Saison suivante
La saison 1992-1993 du Championnat des Émirats arabes unis de football est la dix-neuvième édition du championnat national de première division aux Émirats arabes unis. Les douze meilleures équipes du pays sont regroupées au sein d'une poule unique où elles s'affrontent deux fois, à domicile et à l'extérieur. En fin de saison, pour permettre le passage du championnat de 12 à 10 équipes, les trois derniers du classement sont directement relégués et remplacés par le meilleur club de deuxième division.
C'est Al Ain Club qui remporte la compétition, après avoir terminé en tête du classement final, avec huit points d'avance sur le tenant du titre, Al Wasl Dubaï et neuf sur le Sharjah SC. C'est le 4e titre de champion des Émirats arabes unis de l'histoire du club.

## Les clubs participants
| - Sharjah SC - Al-Wahda Club - Al Ahly Dubaï - Al Ain Club - Bani Yas Club - Al Oruba - Promu de D2 | - Al Nasr Dubaï - Al Shabab Dubaï - Al-Khaleej Club - Al Wasl Dubaï - Kalba Union - Al Jazira Club |

## Compétition

### Classement
Le classement est établi sur le barème de points classique (victoire à 2 points, match nul à 1, défaite à 0).
| Rang | Équipe            | Pts | J  | G  | N  | P  | Bp | Bc | Diff |
| ---- | ----------------- | --- | -- | -- | -- | -- | -- | -- | ---- |
| 1    | Al Ain Club       | 35  | 22 | 15 | 5  | 2  | 54 | 13 | +41  |
| 2    | Al Wasl Dubaï (T) | 27  | 22 | 12 | 3  | 7  | 35 | 25 | +10  |
| 3    | Sharjah SC        | 26  | 22 | 9  | 8  | 5  | 36 | 26 | +10  |
| 4    | Al Nasr Dubaï     | 24  | 22 | 9  | 6  | 7  | 39 | 33 | +6   |
| 5    | Bani Yas Club     | 24  | 22 | 9  | 6  | 7  | 30 | 27 | +3   |
| 6    | Al Ahly Dubaï     | 24  | 22 | 9  | 6  | 7  | 30 | 28 | +2   |
| 7    | Al Shabab Dubaï   | 22  | 22 | 8  | 6  | 8  | 38 | 30 | +8   |
| 8    | Al-Wahda Club     | 21  | 22 | 6  | 9  | 7  | 26 | 22 | +4   |
| 9    | Al Jazira Club    | 21  | 22 | 5  | 11 | 6  | 31 | 29 | +2   |
| 10   | Al-Khaleej Club   | 20  | 22 | 6  | 8  | 8  | 24 | 30 | -6   |
| 11   | Kalba Union       | 17  | 22 | 7  | 3  | 12 | 26 | 41 | -15  |
| 12   | Al Oruba (P)      | 3   | 22 | 1  | 1  | 20 | 10 | 72 | -62  |

|  | Champion des Émirats arabes unis 1992-1993                                                  |
|  | Qualification pour la Coupe des clubs champions 1993-1994                                   |
|  | Qualification pour la Coupe des Coupes 1993-1994                                            |
|  | Relégation directe en deuxième division                                                     |
|  | (T) : Tenant du titre (C) : Vainqueur de la Coupe des Émirats arabes unis (P) : Promu de D2 |

## Bilan de la saison
| Championnat des Émirats arabes unis de football 1992-1993                        |                        |
| Champion                                                                         | Al Ain Club (4e titre) |
| Coupes et trophées                                                               |                        |
| Vainqueur de la Coupe des Émirats arabes unis 1992-1993                          | Al Sha'ab Sharjah      |
| Qualifications continentales                                                     |                        |
| Coupe des clubs champions 1993-1994                                              | Sharjah SC             |
| Coupe des Coupes 1993-1994                                                       | Al Nasr Dubaï          |
| Promotions et relégations                                                        |                        |
| Promus en UAE Football League                                                    | Al Sha'ab Sharjah      |
| Relégués en Championnat des Émirats arabes unis de football de deuxième division | Al Oruba               |
| Relégués en Championnat des Émirats arabes unis de football de deuxième division | Al-Khaleej Club        |
| Relégués en Championnat des Émirats arabes unis de football de deuxième division | Kalba Union            |